# Zosterops explorator
Zosterops explorator е вид птица от семейство Zosteropidae.

## Разпространение
Видът е разпространен във Фиджи.